# Mario Moraes
 (mai 2025).
Si vous disposez d'ouvrages ou d'articles de référence ou si vous connaissez des sites web de qualité traitant du thème abordé ici, merci de compléter l'article en donnant les références utiles à sa vérifiabilité et en les liant à la section « Notes et références ».
Pour les articles homonymes, voir Moraes.
Mario Moraes est un pilote automobile brésilien né le 20 décembre 1988 à São Paulo au Brésil.

## Biographie
Il est engagé en IndyCar Series avec la Dale Coyne Racing pour la saison 2008.